# Carmelites descalces
Les Monges Carmelites Descalces (en llatí Moniales Ordinis Carmelitarum Discalceatarum) són un orde religiós catòlic, de tipus mendicant. Les seves membres són monges, religioses de vots solemnes, i constitueixen el segon orde (el femení) de l'Orde dels Carmelites Descalços. Com els frares de la branca masculina, posposen al seu nom les sigles O.C.D.. L'orde fou establert el 1593, a partir de la reforma de l'Orde del Carme que van dur a terme Santa Teresa de Jesús i Sant Joan de la Creu.

## Història
En el clima de reforma dels ordes religiosos catòlics originat al segle xvi pel Concili de Trent (1545-1563), Teresa de Jesús (1515-1582), monja carmelita al convent de l'Encarnación d'Àvila, va donar inici a una reforma per restaurar a l'orde el rigor original de la regla carmelitana.Elizabeth

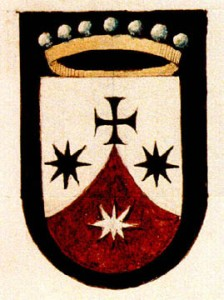
Escut del Carmel Descalç, per Giacomo Fontana, 1605, a un còdex heràldic.

Amb un grup de monges, el setembre de 1560 van decidir la fundació d'un monestir de tipus semieremític, on seguirien la regla carmelita i les reformes descalces que Pedro de Alcántara havia introduït a l'orde franciscà. El 24 d'agost de 1562 va ser fundat el nou monestir de Sant Josep, a Àvila.
El breu apostòlic que autoritzava la fundació va ser signat a Roma el 7 de febrer de 1562. El 1566, la santa va obtenir del pare Giovanni Rossi, general de l'Orde del Carme, l'autorització a estendre la reforma als convents d'homes.
El 1567 va inaugurar-se un segon monestir a Medina del Campo. Va ser allí on Teresa de Jesús va trobar-se amb Joan de la Creu, que s'associà a l'obra reformadora per fundar la branca masculina de l'orde reformat: els carmelites descalços, la primera casa dels quals es va obrir a Duruelo en 1568. Mentrestant, Teresa de Jesús rebia nombroses peticions per a fundar convents, algunes de les quals va poder satisfer, prenent cura personal de la fundació, la tria dels superiors i el desenvolupament inicial; va fundar nous convents femenins a: Malagón, Valladolid, Toledo, Pastrana, Salamanca, Alba de Tormes, etc., fins a setze convents. Per a unificar aquestes fundacions, va escriure les constitucions de l'orde (1568, aprovades pel general G. B. Rossi) i va donar instruccions detallades als visitadors.
Els superiors de l'Orde del Carme imposaren la clausura a l'orde reformat. Per acabar amb els conflictes entre els descalços i els calçats, Gregori XIII va constituir, el 1580, una província autònoma dels carmelites descalços, primer pas cap a un la separació total de l'orde reformat, en 1593.

### Expansió a Espanya i Itàlia

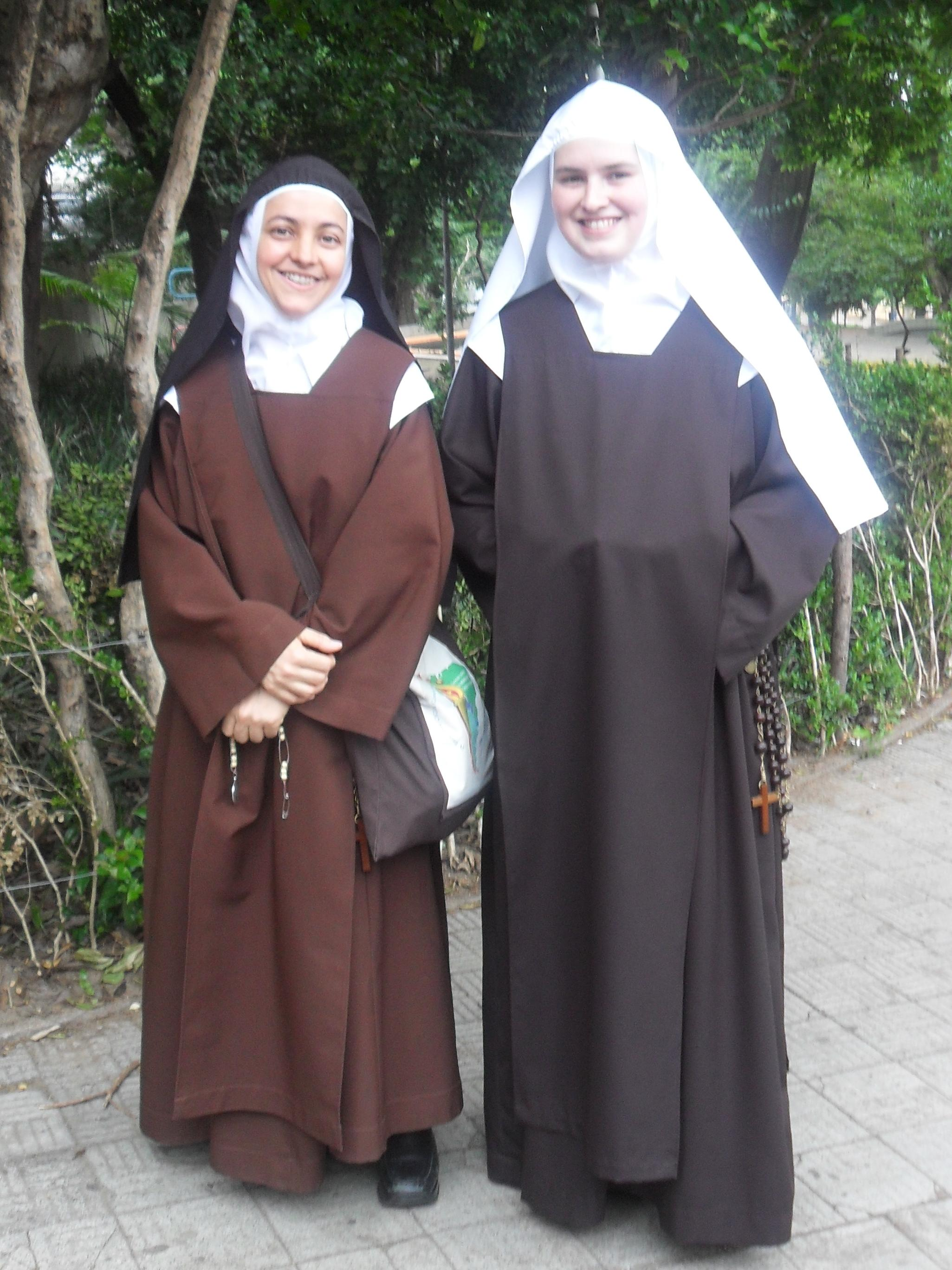
Monja i novícia descalces de Porto Alegre (Brasil).

Les monges carmelites es van estendre ràpidament. Les constitucions de 1568 van ser revisades per santa Teresa i Jerónimo Gracián i aprovades al primer capítol general dels descalços de 1581, a Alcalá de Henares. A Teresa, morta en 1581, va succeir-la al davant de l'orde la seva deixeble, la venerable Anna de Jesús (1545-1621), priora a Granada. El general Nicolò Doria, però, va endurir la seva actitud envers els descalços, restringint algunes concessions. Mentrestant, Anna de Jesús va presentar les constitucions de Santa Teresa, ja revisades al capítol general de 1581, a la Santa Seu per a la seva aprovació. S'hi introduïren algunes modificacions. Doria, això no obstant, no volia que la branca femenina de l'orde creixés i no feu res en aquest sentit. Encara amb això, entre 1581 i 1593 van fundar-se quinze cases noves. Quan es van separar de l'orde carmelità, en 1593, hi havia més de 600 monges, en comunitats autònomes, dirigides pels superiors de la província carmelita descalça masculina.
Els seus successors, però, corregiren això, però mantingueren la prohibició de fer fundacions fora d'Espanya i els territoris hispànics. Mentrestant, s'havien fundat un convent de monges a Gènova i se n'havia previst un a Roma, on un grup de dames havia format una comunitat sota la regla teresiana i la direcció dels oratorians. La beatificació i canonització de Teresa de Jesús en 1614 i 1622 va estimular la fundació de noves cases. Mentre que alguns es posaven sota la jurisdicció de l'orde, altres es posaven sota la del bisbe local: aquesta segona opció va ser la més seguida a partir del final del segle xviii.
El 1662, hi havia 840 monges a la congregació italiana sota la jurisdicció dels frares, i 906 només tres anys després. De les altres, sota autoritat episcopal, no se'n conserven dades estadístiques.

### França
A França, Madame Barbe Acarie (beata Maria de l'Encarnació, 1565-1618) va introduir l'orde. Algunes monges espanyoles ho havien intentat, però la prohibició de fundar cases fora de les fronteres que havien imposat els superiors de la congregació espanyola els va impedir de continuar. Un breu papal va autoritzar la fundació a França, sempre que es mantingués sota el govern dels frares descalços, i permetent que algunes monges espanyoles anessin a París a treballar per a la nova fundació. Hi anaren Anna de Jesús, Anna de Sant Bartomeu (1549-1626) i set germanes més, que hi arribaren el juliol de 1604, on van ser rebudes per algunes dames de la noblesa.
El cardenal Bérulle, però, volia que el nou orde quedés vinculat a la jurisdicció de l'Oratori de Jesús que ell mateix havia fundat. Finalment, les carmelites descalces franceses van anar posant-se sota la jurisdicció dels oratorians, els jesuïtes o clergues seculars, sense vinculació oficial amb les congregacions espanyola o italiana, com una congregació separada al si de l'orde. Van tenir una ràpida expansió, amb la protecció dels bisbes i la cort, i amb una gran popularitat. Entre les carmelites més reconegudes, hi hagué: Louise de la Miséricorde (1644-1710) i Thérèse de Saint Augustin (1737-1787).
La Revolució francesa va suprimir l'orde; al convent de Compiègne, les setze monges van ser empresonades, condemnades i executades en 1794.

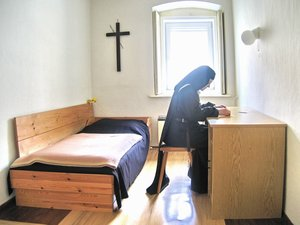
Una monja a la seva cel·la
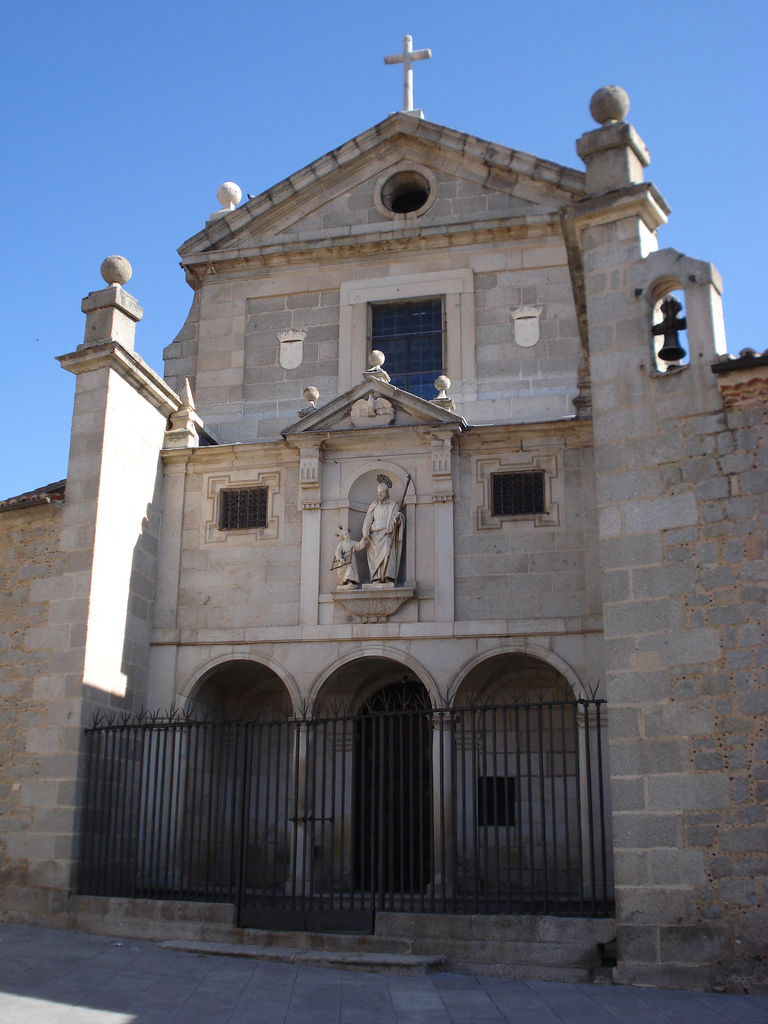
Convent de S. José (Àvila), primera fundació de l'orde
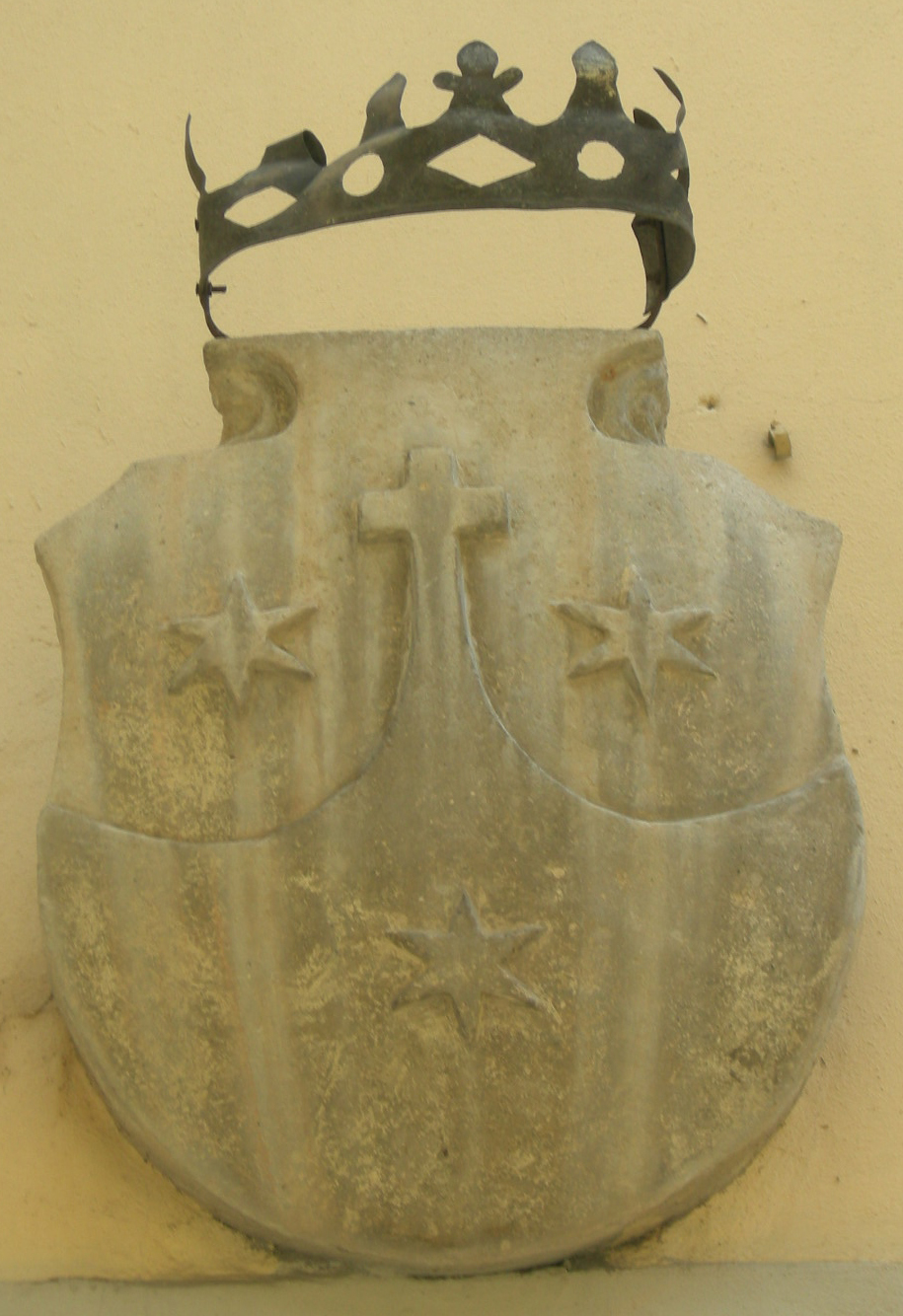
Escut de l'orde a S. Paolino (Florència)
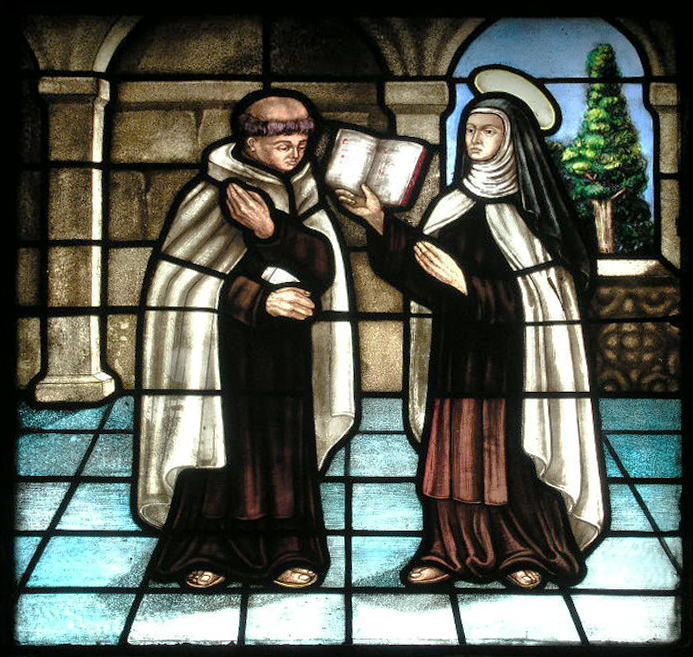
Vitrall de Sta. Teresa, Àvila, amb Santa Teresa i Sant Joan de la Creu amb els hàbits de l'orde

### Expansió a Europa i Nord-amèrica
Anna de Jesús va passar de París a Brussel·les, on va fundar la primera casa descalça. A instància seva, van ser cridats frares de Roma, que van fer créixer el nombre de fundacions, com la d'Anvers, per Anna de Sant Bartomeu, que va tenir un paper important en la fi del setge de la ciutat.
Des de Flandes, l'orde s'expandí cap a Alemanya i cap a Polònia. A les terres flamenques van fer-se fundacions destinades a monges d'origen anglès (Anvers, 1619; Lierre, 1648; Hoogstraeten, 1678) que no podien establir-se a Anglaterra per la legislació que ho impedia. Quan la Revolució francesa va fer que les monges abandonessin el país, una part de la comunitat d'Anvers s'establí a Londres, i després a Amèrica (arribaren a Nova York el 1790), i una altra a Lanherne (Cornualla), a partir de la qual es van originar altres fundacions arreu d'Anglaterra (Wells 1870, Darlington 1830, Chichester 1870, etc.).

## Carisma, activitats i difusió
La vida de la monja carmelita descalça és essencialment contemplativa, a diferència de la del frare: la pregària, l'oració mental, l'ofici diví i els exercicis pietosos centren la seva activitat, juntament amb el treball a l'interior del convent. És un orde de clausura, amb una vida molt austera, amb freqüents abstinències. Teresa de Jesús destacava viure l'oració continuada en un clima de joia i d'amor fraternat entre les monges, que havien de ser capaces de viure en solitud i estar obertes a la intimitat amb Crist, amb l'oració i la mortificació com a mitjans de participació activa en la passió redemptora de Jesús.
El 2005 eren presents a 88 estats, amb 868 convents; 126 d'ells seguien les constitucions de 1990 i estaven deslligats de l'orde masculí, mentre que els 762 restants seguien les de 1991 i jurídicament són vinculats als frares. En total, hi havia 11.731 monges (1.836 al primer grup i 9.895 al segon).